# EN222

## Vila Nova de Gaia - Almendra

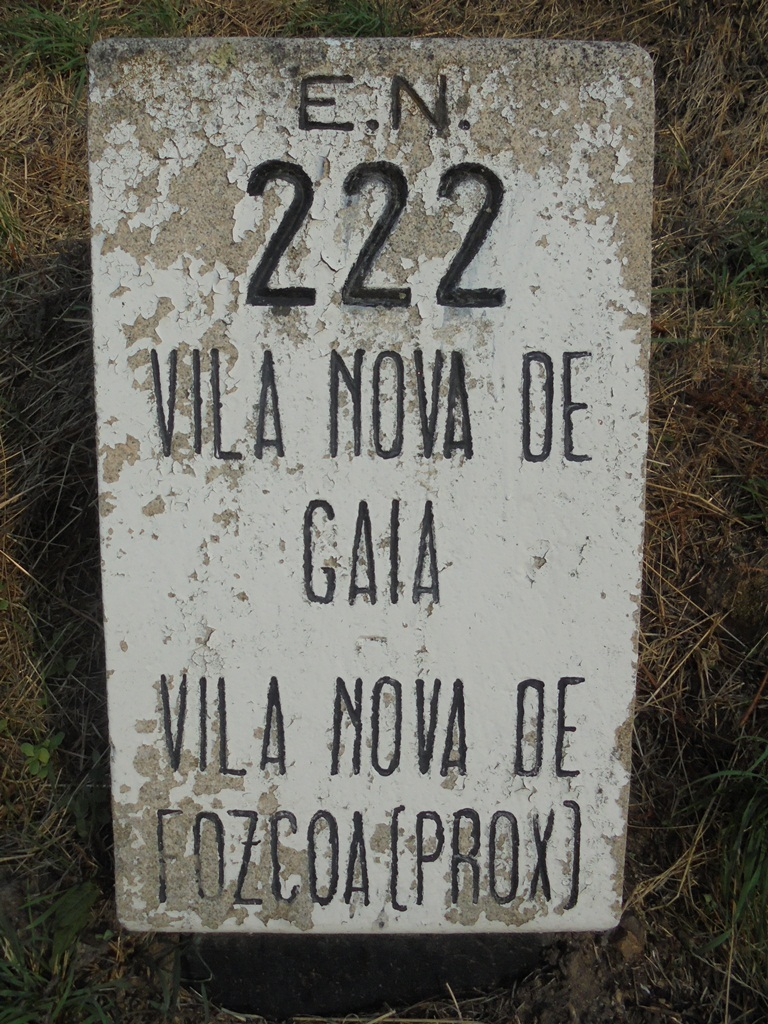
Marco Miriamétrico ao km90 em Oliveira do Douro

A EN 222 é uma estrada nacional que integra a rede nacional de estradas de Portugal. Liga Vila Nova de Gaia - Almendra (Vila Nova de Foz Côa), ao longo da margem esquerda do rio Douro.
O troço entre Canedo e Vilar de Andorinho foi regionalizado.
A empresa de aluguer de automóveis Avis Rent A Car considerou-a em 2015 a "melhor estrada para condução do mundo" ("World's Best Driving Road"), seguida da Big Sur na Califórnia.

## Ramais
EN222-1: Para a Sardoura
EN222-2: Resende - Bigorne
EN222-3: S. João da Pesqueira - estação da Ferradosa
EN222-4: Horta - estação do Vesúvio

## Percurso

### Vila Nova de Gaia-Almendra(Vila Nova de Foz Côa)
| Localidade intermédia            | Estrada que liga |
| -------------------------------- | ---------------- |
| Vilar de Andorinho - Canedo      | R 222            |
| Canedo (Santa Maria da Feira)    | A 32 N 223       |
| Lomba (Gondomar)                 |                  |
| Pedorido                         |                  |
| Raiva (Castelo de Paiva)         |                  |
| Santa Maria de Sardoura          | N 222-1          |
| Real (Castelo de Paiva)          |                  |
| Castelo de Paiva                 | N 224            |
| Fornos (Castelo de Paiva)        | N 224            |
| Souselo                          |                  |
| Espadanedo (Cinfães)             |                  |
| Tarouquela                       |                  |
| Santiago de Piães                |                  |
| São Cristóvão de Nogueira        |                  |
| Cinfães                          | N 321            |
| Oliveira do Douro (Cinfães)      | N 211            |
| Freigil                          |                  |
| Miomães                          |                  |
| Anreade                          |                  |
| Resende                          | N 222-2          |
| São João de Fontoura             |                  |
| São Martinho de Mouros           |                  |
| Barrô (Resende)                  |                  |
| Penajóia                         | N 226            |
| Samodães                         |                  |
| Cambres                          | N 226-1          |
| Valdigem                         | N 2 N 313        |
| Parada do Bispo                  |                  |
| Fontelo                          |                  |
| Vacalar                          |                  |
| Folgosa (Armamar)                |                  |
| Vila Seca (Armamar)              |                  |
| Adorigo                          | N 323            |
| Valença do Douro                 |                  |
| Ervedosa do Douro                | N 323            |
| São João da Pesqueira            | N 222-3          |
| Vilarouco                        | N 229            |
| Pereiros (São João da Pesqueira) |                  |
| Horta (Vila Nova de Foz Côa)     | N 331-1 N 222-4  |
| Sebadelhe                        |                  |
| Touça                            | N 324            |
| Freixo de Numão                  |                  |
| Muxagata (Vila Nova de Foz Côa)  |                  |
| Vila Nova de Foz Côa             | IP 2 N 102       |
| Castelo Melhor                   |                  |
| Almendra                         | N 332            |